# Димитър Младенов (офицер)
Вижте пояснителната страница за други личности с името Димитър Младенов.
Вижте пояснителната страница за други личности с името Димитър Марков.
Димитър Марков Младенов е български офицер (полковник от артилерията), участник в Първата световна война (1915 – 1918), командвал 1-ви и 15-и дивизиони артилерийски полкове, 15-а охридска дивизия, и служил като началник на артилерийския отдел на 4-та и 2-ра армии по време на двата периода на Втората световна война (1941 – 1945), след което служи като началник на артилерийския отдел в Щаба на войската.

## Биография
Димитър Младенов е роден на 14 октомври 1895 година в Банско, в многолюдното семейство на Марко и Милана Младенови. Има шест сестри и един брат. Баща му Марко, е четник в четата на Радон Тодев по време на Илинденското въстание и един от шестте оцелели в сражението при Годлевския балкан. През Балканската война (1912 – 1913) Марко Младенов е в четата на Христо Чернопеев, който след края на войната го препоръчва и бива назначен от генерал Стилиян Ковачев за общински съветник на Банско.
През 1916 година Димитър Младенов завършва Военното училище в София.
Участва в Първата световна война, първоначално служи в Шумен а по-късно е изпратен на Южния фронт в Македония. След края на войната за кратко е военнопленник.
След освобождаването от военнопленническия лагер се завръща в България. От 1918 г. е на служба в трети гаубичен полк. Повишен е в чин майор. Служил е в седми артилерийски полк, седемнадесети артилерийски полк, седмо полково артилерийско отделение. През 1928 г. става командир на батарея към четвърти артилерийски полк. През 1933 г. е командир на батарея към Артилерийската школа, а от 1935 г. е командир на второ товарно артилерийско отделение. На следващата година става командир на отделението. В периода 1940 – 1942 г. е командир на първи дивизионен артилерийски полк. От 1942 до 1944 г. е командир на петнадесети дивизионен артилерийски полк.
През септември 1944 година (след като България преминава на страната на Съюзниците), като командир на 15-а пехотна дивизия в град Прилеп, влиза в бой с части на германците и запазва от обкръжение и унищожение подчинените му войски. След като удържа града за 12 дни се оттегля. При завръщането си през есента на 1944 г., спасил всичките си войници и офицери, полковник Младенов е награден с орден „За храброст“. Назначен е в щаба на IV армия и участва във войната срещу Германия, отново в Македония. От 1946 г. е началник на артилерийското отделение в Щаба на войската, а от 1947 г. и началник-щаб. Уволнен е на 31 декември 1947 г.
През юни 1948 година е арестуван като бивш царски офицер. Съден е в съдебен процес за участие в тайната организация „Неутрален офицер“, която иска да свали установяващият се в страната комунистически режим. Изпратен в лагера Куциян, а по-късно и в Белене. През 1951 г. полковник Младенов се разболява от двойна бронхопневмония и издъхва в една локва близо до Втори блок в Белене. Запазено е неговото тефтерче. Последните думи, записани в него са:
| „ | „Буренът закрива надписа на кръста, дъждът измива името, бурята пречупва и самия кръст, но едно остава – добрия спомен за човека.“ | “ |

След събитията от 1989 г. е предложен за повишаване посмъртно в по-горно звание „генерал-майор“ през 1992 година, но президентът Желю Желев отказва да подпише указа.

## Военни звания
- Подпоручик (5 октомври 1916)
- Поручик (30 май 1918)
- Капитан (30 януари 1923)
- Майор (26 август 1934)
- Подполковник (6 май 1937)
- Полковник (6 май 1941)

## Награди
- Военен орден „За храброст“ IV степен, 1-ви клас
- Царски орден „Св. Александър“ V степен, с мечове по средата